# Saint-Jean-Lasseille
Saint-Jean-Lasseille – miejscowość i gmina we Francji, w regionie Oksytania, w departamencie Pireneje Wschodnie.
Według danych na rok 1990 gminę zamieszkiwało 437 osób, a gęstość zaludnienia wynosiła 151 osób/km² (wśród 1545 gmin Langwedocji-Roussillon Saint-Jean-Lasseille plasuje się na 546. miejscu pod względem liczby ludności, natomiast pod względem powierzchni na miejscu 1092.).